# Haderonia capnodes
Haderonia capnodes är en fjärilsart som beskrevs av Charles Boursin 1964. Haderonia capnodes ingår i släktet Haderonia och familjen nattflyn. Inga underarter finns listade i Catalogue of Life.